# トリリウムの定理
トリリウムの定理 (トリリウムのていり、露: теорема трилистника、英: Trillium theorem）あるいは内心傍心補題（Incenter/excenter lemma）とは幾何学の定理の一つである。

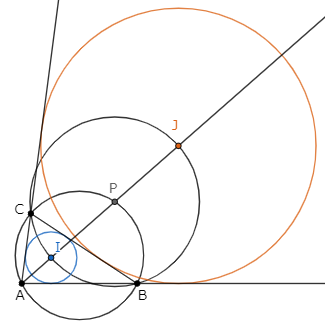

## 定理
△ABCにおける内心をI、点Aに対する傍心をJとする。半直線AI（これはJを通過する）と△ABCの外接円との交点をPとする。
このとき、点I,B,J,Cは点Pを中心とする同一円周上にある。

## 証明
半直線ABと傍接円との接点をHとする。
まず ∠BAP = ∠CAP より PB = PC である。
次に
∠IBP = ∠IBC + ∠CBP = ∠IBC + ∠CAP = ∠IBA + ∠IAB = ∠BIP
つまり ∠IBP = ∠BIP。
よって△PBIは二等辺三角形であり PB = PI である。
以上から PB = PI = PC である。
また
∠JBI = ∠IBC + ∠JBC = 1/2∠ABC + 1/2∠CBH = 1/2 (∠ABC + ∠BCA + ∠CAB) = 90°
つまり ∠JBI = 90°
いま直角三角形JBIにおいて斜辺IJ上に点Pがあることと PB = PI が分かっている。このとき
∠PJB = 90° - ∠BIP = 90° - ∠IBP = ∠PBJ
より△PBJは二等辺三角形であり PB = PJ である。
以上から PB = PI = PC = PJ である。
これが示されるべきことであった(Q.E.D.)。

## 一般化
I,Jを内心、傍心の延べ4点のうちの任意の2点とする。直線IJは三角形の頂点のいずれかを通るかつ、IJを直径とする円は他の2頂点を通る。